# Hansonita
Hansonita is een geslacht van vliesvleugeligen uit de familie Pteromalidae. De wetenschappelijke naam van dit geslacht is voor het eerst geldig gepubliceerd in 1993 door Boucek.

## Soorten
Het geslacht Hansonita is monotypisch en omvat slechts de volgende soort:
- Hansonita pertusae Boucek, 1993